# Woodwardia harlandii
Woodwardia harlandii là một loài thực vật có mạch trong họ Blechnaceae. Loài này được Hook. miêu tả khoa học đầu tiên năm 1857.